# Патишка река (село)
Патишка река (изписване до 1945 година: Патишка рѣка; на македонска литературна норма: Патишка Река) е село в община Сопище, Северна Македония.

## География
Разположено е в областта Торбешия високо в планината Караджица.

## История

### Етимология
Селото носи името на едноименната река, която според академик Иван Дуриданов е от *Патища, първоначален патроним на -ишти < -itji от личното име Пато, което е хипокористикон от Павел, Павльо < лат. Paulus.

### В Османската империя
В XIX век Патишка река е село в Скопска каза на Османската империя. Йордан Хаджиконстантинов Джинот пише в 1855 година, че по-голямата част от жителите на селото са в чужбина и се занимават с хлебарство, като добавя:
| „ | Они са в зло мѣсто, где како чавки ги убиваят, достойны за сожалѣнiа ся. | “ |

Според статистиката на Васил Кънчов („Македония. Етнография и статистика“) от 1900 г. Патишка река е населявано от 120 жители българи християни и 550 арнаути мохамедани.
Цялото християнско население на селото е под върховенството на Българската екзархия. По данни на секретаря на екзархията Димитър Мишев („La Macédoine et sa Population Chrétienne“) в 1905 година в Патишка има 320 българи екзархисти.

### В Сърбия, Югославия и Северна Македония
След Междусъюзническата война в 1913 година селото попада в Сърбия.
На етническата си карта от 1927 година Леонард Шулце Йена показва Патишка (Patiška) като албанско село.
На етническата си карта на Северозападна Македония в 1929 година Афанасий Селишчев отбелязва Потишка като смесено българо-албанско село.
Според преброяването от 2002 година селото има 579 жители албанци.